# Ardea (motorfiets)
Ardea is een historisch Italiaans motorfietsmerk.
De firmanaam was Off. Mecc S.A. Ardea, Gallarate.
Dit was een klein Italiaans merk dat vanaf 1928 Moto Guzzi-achtige motorfietsen met liggende 173cc-kopklepmotoren bouwde. Tot 1930 werden de modellen nauwelijks gewijzigd, daarna verscheen een 250cc-versie, die tot 1934 in productie bleef.